# Hernando Siles
Hernando Siles é uma província da Bolívia localizada no departamento de , sua capital é a cidade de Monteagudo.